# أحمد بن محمد بن راشد آل مكتوم
الشيخ أحمد بن محمد بن راشد آل مكتوم (مواليد 7 فبراير 1987) النائب الثاني لحاكم دبي منذ 28 أبريل 2023 ورئيس مجلس دبي للإعلام منذ 2 يونيو 2022، وهو الابن الرابع للشيخ محمد بن راشد آل مكتوم نائب رئيس دولة الإمارات رئيس الوزراء حاكم دبي، شغل سابقا منصب رئيس الاتحاد الدولي لرياضات وسباقات الصقور.
في 7 أغسطس 2023، أعلنت لجنة الانتخابات باللجنة الأولمبية الوطنية، فوز الشيخ أحمد برئاسة اللجنة الأولمبية الوطنية الإماراتية للفترة حتى عام 2024.
يشغل الشيخ أحمد أيضًا منصب رئيس مؤسسة محمد بن راشد آل مكتوم للمعرفة.

## حياته الخاصة
في 5 يونيو 2019، تزوج الشيخ أحمد من الشيخة مدية بنت دلموك آل مكتوم في حفل شهد أيضًا زواج اثنين من إخوته: الشيخ حمدان والشيخ مكتوم في نفس اليوم. ولديه ابنة واحدة:
- هند بنت أحمد بن محمد آل مكتوم (ولدت في 22 أكتوبر 2022).